# Archivo Histórico Provincial de Valladolid
El Archivo Histórico Provincial de Valladolid es un archivo de documentos ubicado en la localidad de Valladolid, Castilla y León, España. Se encuentra en el Palacio de los Vivero, que anteriormente fue la Real Audiencia y Chancillería de Valladolid entre 1371 y 1834. En el palacio también se encuentra el Archivo de la Real Chancillería de Valladolid.
El archivo recoge todo tipo de documentos de la provincia de Valladolid durante los siglos XIX, XX y XXI. Tiene más de 400.000 documentos informatizados.
Se pueden hacer visitas guiadas al archivo.
El 10 de noviembre de 1997 fue declarado Bien de Interés Cultural con el código RI-51-0009172.